# کوره‌یا سندا
کوره‌یا سندا (انگلیسی: Koreya Senda; ۱۵ سپتامبر ۱۹۰۴ – ۲۱ دسامبر ۱۹۹۴) بازیگر اهل ژاپن بود.
از فیلم‌ها یا برنامه‌های تلویزیونی که وی در آن نقش داشته‌است می‌توان به تورا! تورا! تورا!، دروازه جهنم، و شین هیکهمونوگاتاری اشاره کرد.